# Меліна Канакаредес
Меліна Елені Канакаредес (англ. Melina Eleni Kanakaredes; нар. 24 квітня 1967, Акрон, Огайо) — американська акторка телебачення. Найбільш відома за ролями Сідні Гансен в серіалі «Провіденс» і детективки Стели Бонасери в серіалі «CSI: Місце злочину Нью-Йорк», а також у кінофільмі «Персі Джексон та викрадач блискавок».

## Життєпис
Меліна Канакаредес народилася в родині грекоамериканців, вона американка у другому поколінні, при цьому вільно володіє грецькою мовою. Її батько працював страховим агентом, потім став власником кондитерської, мати — домогосподарка. Меліна — молодша з трьох сестер. У ранньому віці вона захопилася мюзиклами, у 8 років дебютувала в постановці «Пригоди Тома Сойєра» на сцені місцевого громадського театру. У 1985 році закінчила старшу школу Файрстоун в Акроні, після чого недовго вивчала музику, танці та театральне мистецтво в Університеті штату Огайо, пізніше перевелася в коледж Поінт-Парк у Пітсбурзі. Під час навчання знімалася в рекламі та брала участь у сценічних постановках.
У 1989 році Канакаредес закінчила коледж, отримавши диплом бакалавра театральних мистецтв, і переїхала до Нью-Йорка, де почала грати у театрі. У 1991 році стала зніматися в американській мильній опері «Дороговказне світло», до свого відходу з телесеріалу в 1995 році вона була двічі номінована на премію «Еммі» в номінаціях «найкраща молода акторка» і «найкраща акторка другого плану». У 1992 році Меліна одружилася з кулінаром Пітером Константінадесом, з яким познайомилася в Університеті Огайо.
У період з 1995 по 1998 роки Канакаредес грала епізодичні ролі в серіалах «Суворо на південь», «Поліція Нью-Йорка», «В'язниця Оз», «Практика», «Покидаючи Лос-Анджелес», в 1996 році зіграла невелику роль у фільмі «Довгий поцілунок на добраніч» з Джиною Девіс та Семюелем Л. Джексоном у головних ролях.
П'ять сезонів, з 1999 по 2002 роки, Канакаредес була провідною акторкою драматичного телесеріалу «Провіденс». Вона виконала роль пластичної хірургині Сідні Гансен, що втомилася від багатого життя у Беверлі-Гіллз і повернулася до сім'ї в рідне місто Провіденс. 
У 2000 році народила дочку Зої. 
У 2001 році знялася у фільмі «15 хвилин» з Робертом Де Ніро, також була однією з претенденток на головну роль у гучній комедії «Моє велике грецьке весілля» (2002), але змушена була від неї відмовитися через другу вагітність. У 2003 році народила дочку Каріну Елені. 
З 2004 року Канакаредес грає одну з головних ролей, детективки Стели Бонасери, в телесеріалі «CSI: Місце злочину Нью-Йорк», що розповідає про роботу криміналістів у Нью-Йорку.

## Фільмографія
| Рік       |    | Українська назва                    | Оригінальна назва             | Роль                       |
| --------- | -- | ----------------------------------- | ----------------------------- | -------------------------- |
| 1987      | кф |                                     | Carts                         |                            |
| 1991—1995 | с  | Дороговказне світло                 | Guiding Light                 | Елені Андрос Купер         |
| 1994      | ф  |                                     | Bleeding Hearts               | Дафні                      |
| 1995      | с  |                                     | Due South                     | Елені Андрос Купер         |
| 1995      | с  |                                     | New York News                 | Анжела Вілланова           |
| 1995      | с  | Поліція Нью-Йорка                   | NYPD Blue                     | Беніта Олден               |
| 1996      | ф  | Довгий поцілунок на добраніч        | The Long Kiss Goodnight       | Трін                       |
| 1997      | с  |                                     | Leaving L.A.                  | Ліббі                      |
| 1997      | с  | Практика                            | The Practice                  | Андреа Векслер             |
| 1998      | с  | В'язниця Оз                         | Oz                            | Мерилін Креншов            |
| 1998      | тф |                                     | Saint Maybe                   | Ріта                       |
| 1998      | ф  | Чесна куртизанка                    | Dangerous Beauty              | Лівія                      |
| 1998      | ф  | Шулери                              | Rounders                      | Барбара                    |
| 1999—2002 | с  | Провіденс                           | Providence                    | Сідней Гансен              |
| 2001      | ф  | 15 хвилин                           | 15 Minutes                    | Ніколетт                   |
| 2004      | с  | C.S.I.: Місце злочину Маямі         | CSI: Miami                    | детективка Стелла Бонасера |
| 2004—2010 | с  | Місце злочину: Нью-Йорк             | CSI: NY                       | детективка Стелла Бонасера |
| 2005      | тф |                                     | Into the Fire                 | Катріна / Сабріна Гемптон  |
| 2010      | ф  | Персі Джексон та Викрадач блискавок | Percy Jackson & the Lightning | Афіна, мати Аннабет        |
| 2013      | ф  | Стукач                              | Snitch                        | Сильвія Коллінз            |
| 2015      | с  | Гаваї 5.0                           | Hawaii Five-0                 | спецагентка Кеті Мілвуд    |
| 2015      | с  | Екстант                             | Extant                        | Дороті Ріхтер              |
| 2016      | с  | Нотаріус                            | Notorious                     | Дана Гартман               |
| 2018      | с  | Ординатор                           | The Resident                  | доктор Лейн Гантер         |
| 2020      | с  |                                     | Blood of Zeus                 | Аріана                     |

## Нагороди, звання
- 2 квітня 2011 року на церемонії в Афінському концерт-холлі «Мегарон» Меліна Канакаредес була урочисто нагороджена Американським коледжем у Греції за збереження грецької культури у США[6].